# Трауматска ампутација
Трауматске ампутације (лат. amputatio thraumatica) је траумом изазвано комплетно или инкомплетне одвајање уда (> 50% циркумференције уда) или неког другог дела тела праћена иреверзибилним оштећењем циркулације. Одвојени део тела се зове ампутат, а назива се и реплантат уколико постоји могућност да се поново успостави континуитет екстремитета, односно реплантација (усађивање) уда.

## Епидемиологија
Морбидитет
Трауматски ампутација може настати на било ком делу тела, укључујући руке, шаке, прсте руке, ноге, стопала, ножне прсте, уши, нос, очне капке и гениталије. Ампутације горњих удова чине више од 65% трауматски ампутатација.
Старост и пол
Иако се трауматска ампутација може јавити у било ком узрасту, код већина жртава она је настала у старости између 15 и 40 година шивота.

Код особа мушког пола трауматске ампутације су чешће (око 80%).
Узроци
На основу истраживања спроведених у Србији трауматске ампутације на удовима најчешће настају моторном тестером и циркуларом у 41%, потом секирама 14,6%; круњачеми бераечем у 12,5%; пресама и у саобрадају у 10,4%; каишем и стругом у 10,4%; сајлама, ужадима, ланцима и бушилицом у 9% и венчаном бурмом 2,1%.

### Механизам повређивања
Према механизму повређивања, ампутације може бити:
- Секотина,
- Раздерина,
- Авулзија,
- Конквасација.

Механизам повређивања у великој мери одређује тип повреде, ширину зоне повреде, и степен оштећења ткива. Зона оштећења или деструкције је подручје повреде у оквиру кога је дошло до нарушавања анатомског интегритета. Зона оштећења може бити; од неколико милиметара код секотина, пар сантиметара код раздерина, неколико десетина сантиметара код авулзија, док код конквасација она захвата по правилу цео ампутирани део, и нарушава анатомију оштећеног дела тела до „непрепознавања“.

### Анатомска локализација
Горњи удови
Трауматске ампутације горњих удова обухватају следеће анатомске делове; прсте (фаланге), шаку (метакарпални део), зглоб (карпални део), подлактицу, надлактицу (рамени део), лопатицу (лопатични део) и кључну кост.
Васкуларне структуре које су оштећене након трауматске ампутације горњих удова обухватају; поткључну, пазушну, брахијалну, радијалну и улнарну артерију.
Нервне структуре оштећене након трауматске ампутације горњих удова обухватају; пазушни, радијални и улнарни нерв.
Доњи удови
Трауматске ампутације доњих удова обухватају следеће анатомске делове; карлицу (илијачни, пелвични, пубични део), горњи део ноге (бутна кост, чашица), потколеницу (тибија и/или фибула) и стопало (тарзални део и фаланге ножних прстију)
Васкуларне структура укључују; трбушну аорту, бутну, предњу и средњу потколеничну артерију.
На доњим удовима од нерава након трауме могу бити оштећени; ишијадични и перинеални нрв.

## Етиопатогенеза
Трауматски ампутације најчешће настају у фабрикама, на фармама, током рада у кући или у саобраћајним несрећама. Природне катастрофе, рат и терористички напади такође могу изазвати траумати трауматску ампутацију.

## Клиничка слика
Објективно, клиничком сликом доминира:
- Потпуно или делимично одсечен уд.
- Крварења (може бити минимална или озбиљну, у зависности од локације и природе повреда)
- Бол (степен бола није увек у вези са тежином повреде или количине крварења)
- Код делимичне ампутације ампутирани делови су измењени унакажени, али и даље делимично везана за мишиће, кости, тетива, или кожу.
- У случају обилног крварења болесник може бити у хиповолемијском шоку.
- Трауматска ампутација може бити удружена и са повредама других делова тела и органа.

## Терапија
Главни циљ терапије трауматске ампутације је пре свега покушај реплантација (макрореплантација изнад ручног или скочног зглоба и микрореплантација испод или дистално од ручног зглоба када се мора примениту микрохируршке техника). Овај облик лечења може се са великим успехом спровести сам на микрохирургији у ургентним центрима, где треба упутити повређеног.

### Индикације и контраиндикације за реплантацију[8]
Апсолутне индикације
У апсолутне индикације за успешно лечење трауматске ампутације спадају:
- Све ампутације код деце,
- Ампутације палца, и више од 2 ампутирана прста,
- Ампутација подлактице и шаке на нивоу ручног зглоба.

Апсолутне контраиндикације
Апсолутно контраиндиковане, које ограничавају лечење трауматске ампутације су:
- Ампутације удружене са другим смртоносним повредама (тешка повреда главе, грудног коша, абдомена)
- Хемодинамска нестабилност болесника
- Иреверзибилни губитак ткива повређеног уда, тешка нагњечења (конквасација)
- Аампутације на више нивоа,
- Самоповређивање,
- Присуство хроничних болести (шећерна болест, периферна васкуларна обољења, срчана обољења).

### Поступак реплантације
Сам поступак реплантације уда обухвата:
- Филсацију прелома
- Тенорафију - сутуру или шав тетиве
- Реваскуларизацију - ушивање вена, артерија, артериола
- Неурорафију - ушивање нерва
- Лечење дефеката меких ткива и коже локалним или удаљемим - слободним режњевима

## Протокол чувања ампутата до реплантације
- Ампутат (без чишћења на терену) треба умотати у стерилну газу, потом у кесу која се потапа у физиолошки раствор са ледом да би се постигла температура до 4 0С, чиме се добија у времену и смањује потреба ампутата за кисеоником. Наиме овим поступком се добија на времену јер; тетиве, кожа и кости толеришу топлу исхемију у трајању до 12 часова, а до 24 часа хладну, док мишићи подлежу мионекрози после 6 часова топле и 12 часова хладне исхемије. Хлађење ампутата треба бити дозирано чиме се продужава толеранција на недостатак циркулације (пре свега хипоксију због недостатка кисеника).[10]
- Рана на месту ампутација превија се, стерилном газом, а аустављање крварења изводи се стерилном газом (без великог чишчења и без директног хватања крвних судова)
- Преко две венске линије, код повређене особе одмах се започиње са давањем физиолошког раствора или Хартмановог раствора.
- Примена антишок терапије је обавезна и обухвата давање: аналгетика (опиоиди), бензодиазепини,
- Антитетануслна заштита и примена антибиотика парентерално, такође је обавезна.[11]
- Терапија са континуирано спроводи, уз обавезно праћење виталних параметара повређеног, све до реплантације.